# Landaville
Landaville é uma comuna francesa na região administrativa do Grande Leste, no departamento de Vosges. Estende-se por uma área de 13.06 km². Em 2010 a comuna tinha 308 habitantes (densidade: 23,6 hab./km²).